# Liste der estnischen Abgeordneten zum EU-Parlament (2019–2024)
Die Liste der estnischen Abgeordneten zum EU-Parlament (2019–2024) listet alle estnischen Mitglieder des 9. Europäischen Parlamentes nach der Europawahl in Estland 2019 auf.

## Aktuelle Mandatsstärke der Parteien
- S&D: 2
- RE: 3
- ID: 1

- S&D: 2
- RE: 3
- EVP: 1
- ID: 1

| Nationale Partei                         | Mandate | Fraktion                                                                               |
| ---------------------------------------- | ------- | -------------------------------------------------------------------------------------- |
| Eesti Reformierakond (RE)                | 02      | Renew Europe (RE)                                                                      |
| Eesti Keskerakond (K)                    | 01      | Renew Europe (RE)                                                                      |
| Sotsiaaldemokraatlik Erakond (SDE)       | 02      | Fraktion der Progressiven Allianz der Sozialdemokraten im Europäischen Parlament (S&D) |
| Eesti Konservatiivne Rahvaerakond (EKRE) | 01      | Identität und Demokratie (ID)                                                          |
| Isamaa                                   | 00+1    | Fraktion der Europäischen Volkspartei (EVP)                                            |
| SUMME                                    | 6 (+1)  |                                                                                        |

## Abgeordnete
| Bild | Name             | geb. | MEP seit     | Partei | Fraktion | Kommentar |
| ---- | ---------------- | ---- | ------------ | ------ | -------- | --------- |
|      | Andrus Ansip     | 1956 | 2. Juli 2019 | RE     | RE       |           |
|      | Marina Kaljurand | 1962 | 2. Juli 2019 | SDE    | S&D      |           |
|      | Jaak Madison     | 1991 | 2. Juli 2019 | EKRE   | ID       |           |
|      | Sven Mikser      | 1973 | 2. Juli 2019 | SDE    | S&D      |           |
|      | Urmas Paet       | 1974 | 2. Juli 2019 | RE     | RE       |           |
|      | Riho Terras      | 1967 | 1. Feb. 2020 | I      | EVP      |           |
|      | Yana Toom        | 1966 | 2. Juli 2019 | K      | RE       |           |